# هوزان (عفرين)
هوزان  قرية سوريّة تتبع إداريّاً لمحافظة حلب منطقة عفرين ناحية مركز بلبل، بلغ تعداد سكانها 201 نسمة حسب التعداد السكاني لعام 2004.